# آراس‌ای سکیوریتی
آراس‌ای سکیوریتی (انگلیسی: RSA Security) شرکت نرم‌افزار آمریکایی است، که در سال ۱۹۸۲ توسط رونالد ریوست، ادی شامیر و لئونارد آدلمن تأسیس شد.